# بریستول تی. بی. ۸
بریستول تی. بی. ۸ (به انگلیسی: Bristol T.B.8) یک هواگرد ساختِ کارخانهٔ بریستول ایروپلین در کشور بریتانیا است. نخستین استفاده‌کنندهٔ این هواپیما Royal Naval Air Service بوده‌است. این هواگرد برای نخستین بار در ۱۲ اوت ۱۹۱۳ میلادی مورد استفاده قرار گرفت.

## مشخصات
منبع اطلاعات Bristol Aircraft Since 1910  
مشخصات عمومی
- خدمه: two
- طول: 29 ft 3 in (8.92 m)
- پهنای بال: 37 ft 8 in (11.48 m)
- ارتفاع:  ()
- بال: مساحت 450 ft² (41.8 m²)
- وزن خالی: 970lb (441 kg)
- بیشینه وزن برخاست: 1,665 lb (757 kg)
- پیشرانه هواگرد: 1× Gnome Rotary engine, ~80.5 hp (~60 kW)

 عملکرد 
- سرعت بیشینه: 56 - 61 knots (65-70 mph, 105 - 113 km/h)
- Endurance: 5 hours
- Climb to 3000 ft (915 m): 11 min

جنگ‌افزار

- 12 x 10 lb (4.5 kg) بمب سبک